# Denis Flahaut
Denis Flahaut (Valenciennes, 28 november 1978) is een Frans voormalig wielrenner die in het seizoen 2007 doorbrak.

## Erelijst
2004 
- 3e etappe Ronde van Burkina Faso
- 8e etappe Ronde van Burkina Faso
- 10e etappe Ronde van Burkina Faso

2006
- GP Lucien Van Impe

2007
- Arno Wallaard Memorial
- Antwerpse Havenpijl
- Neuseen Classics-Rund um die Braunkohle

2009
- Nationale Sluitingsprijs

2010
- Omloop van het Waasland
- GP Denain
- GP van Tallinn-Tartu

2011
- GP de Lillers

2012
- 1e etappe Paris-Arras Tour

## Resultaten in voornaamste wedstrijden
| Jaar | Gent-Wevelgem |
| ---- | ------------- |
| 2008 | 177e          |